# Гусятинська районна державна адміністрація
Гусятинська районна державна адміністрація (Гусятинська РДА) — колишній орган виконавчої влади в Гусятинському районі Тернопільської області України.

## Історія
16 грудня 2020 року реорганізована шляхом приєднання до Чортківської райдержадміністрації.

## Структура
- Апарат районної державної адміністрації
  - Керівництво
  - Відділ внутрішньої політики, організаційно-аналітичної роботи та зв'язків з громадськістю
  - Відділ управління персоналом та юридичної роботи
  - Відділ діловодства і контролю
  - Відділ фінансово — господарського забезпечення
  - Сектор оборонної, мобілізаційної роботи та взаємодії з правоохоронними органами
  - Відділ ведення Державного реєстру виборців
- Управління агропромислового розвитку
- Управління праці та соціального захисту населення
- Управління економічного розвитку, житлово-комунального господарства і будівництва
- Управління фінансів
- Відділ освіти
- Служба у справах дітей
- Відділ культури і туризму
- Архівний сектор
- Сектор охорони здоров'я, цивільного захисту населення
- Сектор містобудування та архітектури
- Відділ державної реєстрації
- Центр надання адміністративних послуг
- Сектор у справах сім'ї, молоді та спорту

## Особи

### Очільники
Представники Президента України:
|  | Прізвище, ім'я, по батькові | Термін повноважень |
|  | --------------------------- | ------------------ |
|  | 1.                          |                    |

Голови райдержадміністрації:
|  | Прізвище, ім'я, по батькові       | Термін повноважень               |
|  | --------------------------------- | -------------------------------- |
|  | 1. Олександр Володимирович Собань | ? — 9 вересня 2013               |
|  | 2. Ігор Зіновійович Банира        | 9 вересня 2013 — 22 березня 2014 |
|  | 3. Ігор Йосипович Аніловський     | 4 квітня 2014 — 21 травня 2015   |
|  | 4. Віталій Степанович Батіг       | 21 травня 2015 — 11 липня 2019   |
|  | 5. Надія Володимирівна Галябарда  | 30 січня 2020 — 26 лютого 2021   |

### Заступники
- Ігор Гайдук — перший заступник,
- Надія Галябарда — заступник,
- Ольга Семеняк — керівник апарату